# نادي ماديرا لكرة اليد
نادي ماديرا لكرة اليد هو نادي كرة يد في البرتغال تأسس في سنة 1998 يقع مقره في فونشال، ماديرا. تبلغ سعة ملعبه 1000 متفرجا. فريق السيدات فاز بالبطولة الوطنية 15 مرة.